# معاهدة كرناتيك

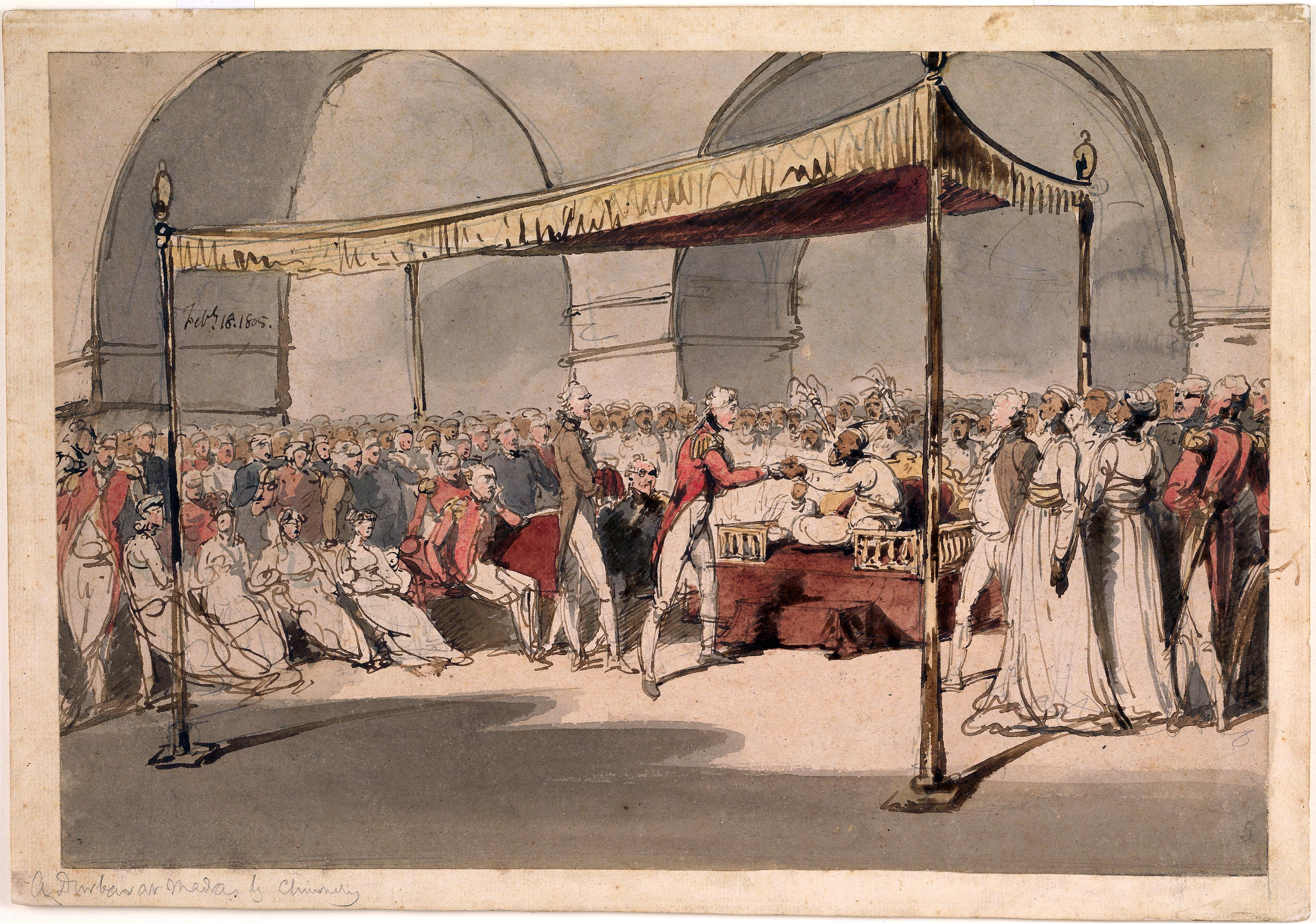
نواب عظيم الدولة واللواء آرثر ويلزلي يوقعان معاهدة كرناتيك في قصر تشيباوك.

معاهدة كرناتيك هي معاهدة وُقعَت في 26 تموز 1801 م. وهي معاهدة بين نواب كرناتيك وشركة الهند الشرقية. وهي إحدى المعاهدات التي حصلت بموجبها الإمبراطورية البريطانية على حكمها على شبه القارة الهندية أو ما يعرف فيما بعد بالهند البريطانية. تضمنت المعاهدة أن يتنازل النواب عن مقاطعات شمال أركوت، وجنوب أركوت، وتيروتشيرابالي، ومادوراي، وتيرونلفلي للشركة، ونقل جميع الصلاحيات الإدارية إليها.

## الخلفية
أدت المعاهدة إلى تصفية جميع الزعماء المحليين ونهاية حُكم المسلمين في ولاية تاميل نادو، وتولت شركة الهند الشرقية السيطرة المباشرة على ولاية تاميل نادو. انتهى نظام البالاياكارار عندما اضطروا إلى هدم جميع الحصون وحل جيوشهم. وقد أدى ذلك إلى حصول الشركة على السيطرة الكاملة على المنطقة.

## العواقب
وبناءً على شروط المعاهدة، تنازل نواب أركوت (الذي يُطلق عليه أحيانًا نواب كارناتيك) عن جميع أراضيه للحكم البريطاني، بما في ذلك أراضي البوليغار [الإنجليزية]. وقد احتفظوا بخُمس إيرادات البلاد، أي ما يعادل 12 لاك سنويا، في المقابل.[بحاجة لمصدر]

## طالع أيضًا
- حروب كارناتيك
- معاهدة بونديشيري [الإنجليزية]
- معاهدة سيرينجاباتام [الإنجليزية]

## الأدب
- John Malcolm (1826). The Political History of India, from 1784 to 1823, Volume 1.

## روابط خارجية
- Tamilnation.org